# Derrick Caracter
Derrick Eugene Caracter (Fanwood, 4 maggio 1988) è un ex cestista statunitense.

## Carriera
Dopo essere stato scelto nel Draft NBA 2010, ha giocato nella NBA con i Los Angeles Lakers e successivamente con varie squadre nella NBDL ed in Europa.

## Palmarès
- Coppa Intercontinentale: 1

Flamengo: 2014